# Kwokacz
Kwokacz, brodziec kwokacz (Tringa nebularia) – gatunek średniej wielkości ptaka wędrownego z rodziny bekasowatych (Scolopacidae). Nie jest zagrożony wyginięciem.

## Systematyka
Nie wyróżnia się podgatunków. Proponowano wyróżnić podgatunek glottoides dla populacji ze wschodu zasięgu, ze względu na większy rozmiar i szczegóły w upierzeniu nielęgowym, ale różnice te uznano za minimalne i takson ten nie jest obecnie uznawany.

## Występowanie
Zamieszkuje pas ciągnący się od północnej Szkocji przez Półwysep Skandynawski, Azję Środkową po wschodnią Syberię i Kamczatkę. Zimuje w Europie Zachodniej, basenie Morza Śródziemnego, w Afryce i na Madagaskarze, na Bliskim Wschodzie, w Azji Południowej i Południowo-Wschodniej oraz Indonezji i Australazji.
W Polsce pojawia się nielicznie, lecz regularnie podczas przelotów w kwietniu–maju i lipcu–listopadzie.

## Morfologia
WyglądBrak wyraźnego dymorfizmu płciowego. W upierzeniu godowym wierzch głowy i grzbiet ciemnobrązowy z białymi i czarnymi plamami. Reszta głowy, szyja i spód ciała białe. Na szyi, głowie i piersi ciemne kreskowanie. Dolna część grzbietu i kuper białe. Ogon również biały z czarnymi pręgami. Dziób czarny, lekko zakrzywiony ku górze, nogi oliwkowe. W szacie spoczynkowej wierzch ciała popielatobrązowawy, a spód szarawy. Osobniki młodociane podobne do dorosłych w upierzeniu spoczynkowym.
Wymiary średniedługość ciała ok. 30–35 cm
rozpiętość skrzydeł ok. 68–70 cm
masa ciała ok. 125–300 g

## Ekologia i zachowanie

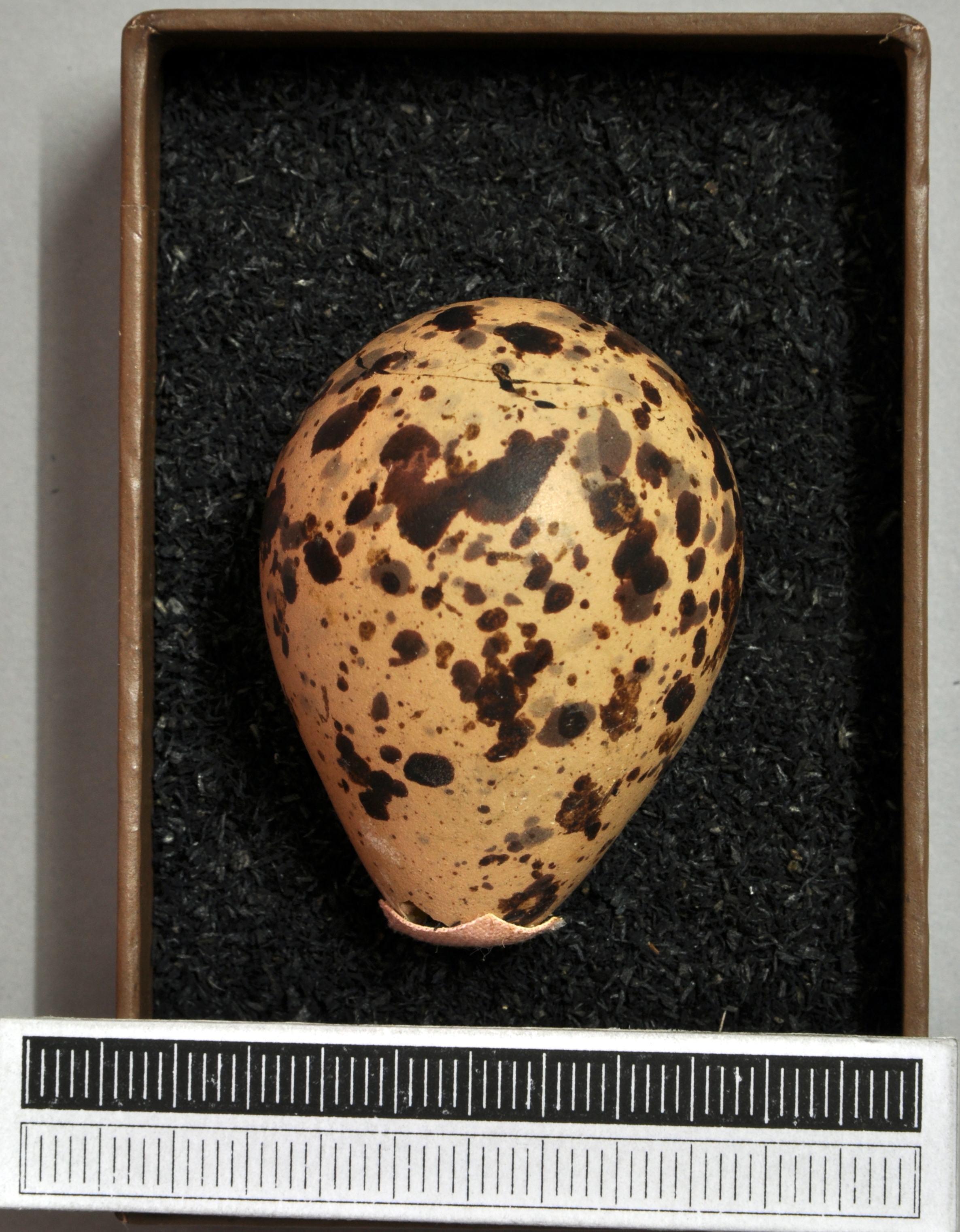
Jajo z kolekcji muzealnej

BiotopZalesione bagna i brzegi rzek. Zimą morskie wybrzeża.
GniazdoNa ziemi.
JajaW ciągu roku wyprowadza jeden lęg, składając w kwietniu–czerwcu 4 jaja.
WysiadywanieJaja wysiadywane są przez okres około 24 dni przez obydwoje rodziców. Zasadniczo monogamiczny, ale wśród samców zdarza się bigamia. Wówczas samce biorą udział w wysiadywaniu i opiece nad oboma lęgami.
PożywienieWodne bezkręgowce i drobne kręgowce, które chwyta brodząc w wodzie.

## Status i ochrona
Międzynarodowa Unia Ochrony Przyrody (IUCN) uznaje kwokacza za gatunek najmniejszej troski (LC – Least Concern) nieprzerwanie od 1988 roku. Liczebność światowej populacji, według szacunków organizacji Wetlands International z 2015 roku, mieści się w przedziale 440 000 – 1 500 000 osobników. Trend liczebności populacji uznawany jest za stabilny.
W Polsce jest objęty ścisłą ochroną gatunkową.